# لمعاشات اجنانات (المعاشات)
لمعاشات اجنانات هو دُوَّار يقع بجماعة أولاد حسين، إقليم الجديدة، جهة الدار البيضاء سطات في المملكة المغربية. ينتمي الدوّار لمشيخة المعاشات التي تضم 16 دوار. يقدر عدد سكانه بـ 268 نسمة حسب الإحصاء الرسمي للسكان والسكنى لسنة 2004.

## روابط خارجية
- البوابة الوطنية للجماعات الترابية نسخة محفوظة 12 مارس 2018 على موقع واي باك مشين.
- المندوبية السامية للتخطيط